# Rhaeboctesis xizangensis
Espèce
Synonymes
- Sagella xizangensis Hu, 2001

Rhaeboctesis xizangensis est une espèce d'araignées aranéomorphes de la famille des Liocranidae.

## Distribution
Cette espèce est endémique du Tibet en Chine. Elle se rencontre vers Shigatsé et Linzhi.

## Description
La femelle holotype mesure 10,10 mm et le mâle paratype 6,70 mm, les mâles mesurent de 6,40 à 6.70mm et les femelles de 9,50 à 10,10 mm.

## Systématique et taxinomie
Cette espèce a été décrite sous le protonyme Sagella xizangensis par Hu en 2001. Elle est placée dans le genre Rhaeboctesis par Lin en 2024.

## Étymologie
Son nom d'espèce, composé de xizang et du suffixe latin -ensis, « qui vit dans, qui habite », lui a été donné en référence au lieu de sa découverte, le Xizang.

## Publication originale
- Hu, 2001 : Spiders in Qinghai-Tibet Plateau of China. Henan Science and Technology Publishing House, p. 1-658.